# Novi Bečej
Novi Bečej, (cyr Нови Бечеј, węg. Törökbecse) – miasto w Serbii, w Wojwodinie, w okręgu środkowobanackim, siedziba gminy Novi Bečej. W 2011 roku liczyło 13 133 mieszkańców.

## Miasta partnerskie
- Mezőtúr
- Štúrovo